# Ciels
Pour les articles homonymes, voir Ciel (homonymie).
Ciels est une pièce de théâtre de Wajdi Mouawad, créée en 2009. Après Littoral, Incendies et Forêts, Ciels est la quatrième et dernière pièce du cycle Le Sang des promesses,.

## Argument
La pièce, un huis clos, met en scène cinq membres d'une cellule anti-terroriste menant une opération, nommée « opération Socrate », censée prévenir un attentat islamiste.

## Distribution
La distribution à la création est la suivante :
- John Arnold
- Georges Bigot
- Olivier Constant
- Stanislas Nordey
- Valérie Blanchon
- Gabriel Arcand (sur vidéo)
- Victor Desjardins (sur vidéo)
- Bertrand Cantat (voix)

## Éditions
- Wajdi Mouawad, Ciels, Arles, Actes Sud — Papiers, 2009, 88 p. (ISBN 978-2-7427-8381-6)
- Wajdi Mouawad, Ciels : Le Sang des promesses - 4, Arles, Actes Sud, coll. « Babel », 2012, 144 p. (ISBN 978-2-330-01019-5)